# Erden Eruç
Erden Eruç (nascido em 14 de julho de 1961) é um aventureiro turco-americano que se tornou a primeira pessoa na história a completar uma circum-navegação inteiramente solo e inteiramente humana da Terra em 21 de julho de 2012 em Bodega Bay, Califórnia, Estados Unidos.  

## Carreira
A viagem tinha começado a partir de Bodega Bay pouco mais de cinco anos antes, em 10 de julho de 2007.  Os modos de transporte incluíam um barco a remo para atravessar os oceanos, um caiaque de mar para as costas, uma bicicleta nas estradas e caminhadas em trilhas, juntamente com canoas para algumas travessias de rio. A rota que ele seguiu tinha 66 299 km de comprimento, cruzou o equador duas vezes e todas as linhas de longitude, e passou por doze pares de pontos antípodas, atendendo a todos os requisitos para uma verdadeira circum-navegação do globo. O Guinness World Records reconheceu oficialmente Eruç pela "Primeira circum-navegação solo do globo usando o poder humano" em uma jornada que durou 5 anos, 11 dias, 12 horas e 22 minutos.
O plano de circum-navegação de Eruç foi expandido para incluir o cume das montanhas mais altas de seis continentes como uma homenagem ao seu amigo e companheiro de aventura Göran Kropp, que morreu em 2002 enquanto escalava com Eruç em Vantage, Washington. Eruç nomeou sua expedição de Projeto Six Summits. Até agora, ele atingiu três dos picos, incluindo Denali (também conhecido como Monte McKinley) na América do Norte em 29 de maio de 2003 mais de quatro anos antes de começar sua circum-navegação solo, em seguida, o Monte Kosciuszko na Austrália em 10 de abril de 2010, e o Monte Kilimanjaro na África em 14 de junho de 2011 durante a circum-navegação.
No final de sua circum-navegação, Eruç havia estabelecido vários recordes mundiais de remo oceânico, incluindo a primeira pessoa a remar três oceanos, o primeiro remador a cruzar o Oceano Índico da Austrália para a África continental (em dois segmentos), a maior distância remando através do Oceano Índico, e a maior distância remando através do Oceano Atlântico.

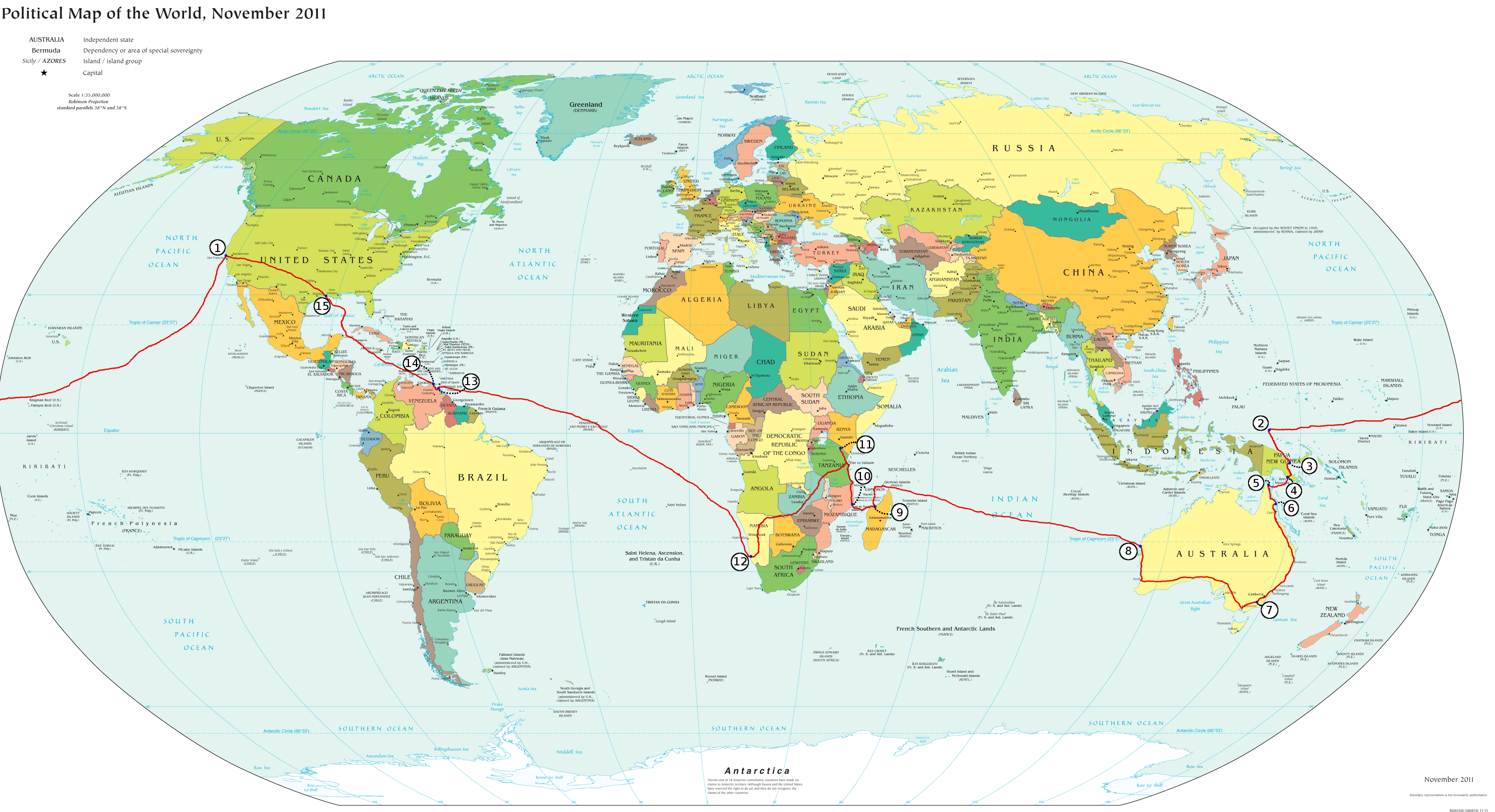
A rota aproximada com os principais waypoints numerados (anotações de texto na página da Wikimedi)